# Christian Maillebouis
Christian Maillebouis, né le 17 novembre 1954 à Rambouillet, est un auteur d'ouvrages et d'articles sur le protestantisme du département de la Haute-Loire.

## Biographie
Christian Maillebouis est ingénieur des Arts et Métiers et historien local de la Haute-Loire.
Ses premières publications remontent à 1989. Il participe à l'organisation du colloque intitulé : Le Plateau Vivarais-Lignon. Accueil et Résistance, 1939-1944 du 12-14 octobre 1990, organisé par la Société d'histoire de la Montagne au Chambon-sur-Lignon,.
Il est spécialisé dans plusieurs domaines :
1. Les pratiques religieuses de cette région, notamment le protestantisme[6] et ses dissidences[7] (Église libre et darbysme), qu'il développe dans ses ouvrages, dont ceux préfacés par Patrick Cabanel[8], et des articles publiés par différentes revues.
2. La Deuxième Guerre mondiale en Haute-Loire, notamment dans les communes protestantes de Mazet-Saint-Voy et du Chambon-sur-Lignon. Sujet qu'il traite soit par l'écrit soit par des courtes vidéos thématiques[9].

Il est membre du comité directeur des Cahiers de la Haute-Loire.

## Publications

### Ouvrages
- Les momiers (1820-1845) La dissidence religieuse à Saint-Voy, canton de Tence, Mazet-Saint-Voy, Société d’histoire de la montagne, 1990, 204 p.[11]
- Vie et pensées d’un darbyste, A. Dentan : 1805-1873, Mazet-Saint-Voy, Sociéte d’histoire de la montagne, 1991, 174 p.[12]
- La chronique « Deschomets » de Mazelgirard, près de Tence, en Velay (1722-1870), Mazet-Saint-Voy, Société d’histoire de la montagne, 1992, 160 p.[13]
- La lentille verte du Puy, Aurillac, Institut d'études occitanes, Osta del libre, 1995[14].  (ISBN 978-2-85910-187-9)
- La Montagne protestante : pratiques chrétiennes sociales dans la région du Mazet-Saint-Voy. 1920-1940  (préf. Patrick Cabanel), Lyon, Éditions Olivétan, 2005, 204 p. (ISBN 978-2-915245-23-3, BNF 39998709, SUDOC 089916638)[15],[16],[17]
- Avec Didier Perre (préf. Patrick Cabanel), Complaintes des huguenots en Velay : Mazet-Saint-Voy, 1776-1838, Le Puy-en-Velay, Cahiers de la Haute-Loire, 2019, 296 p. (ISBN 978-2-9549851-2-1, BNF 45854940, SUDOC 24247280X)[18],[19],[20]
- Introduction à une autre histoire du Chambon-sur-Lignon Août 1942 - Août 1943 : Sur les traces d'un inspecteur des RG au village, Mazet-Saint-Voy, auto-édition, 2022, 108 p. (ISBN 979-8441233002, lire en ligne)[21],[22],[23]
- Une autre histoire du Chambon-sur-Lignon Août 1942 - Août 1943 : Sur les traces d'un inspecteur des RG au village, Mazet-Saint-Voy, auto-édition, 2023, 460 + 100 p. annexe (ISBN 979-8841336884, SUDOC 269946039, présentation en ligne, lire en ligne)[24]
- Les momiers à Saint-Voy de 1820 à 1845 : au début de l'Eglise libre du Riou, Mazet-Saint-Voy, auto-édition, 2024, 185 p. (ISBN 9798872134237, BNF 47486525, présentation en ligne, lire en ligne)[25]

### Articles et chapitres d'ouvrage
- « Les Momiers », Cahiers du Mézenc, n° 5, 1993, p. 15‑24[26].
- « Réflexions sur la pénétration de la Réforme dans le Velay (1530-1560) », Cahiers de la Haute-Loire, 1999, p. 243‑331[27].
- « L’énigme Bonnefoy de Voisy-de-Bonnas », Bulletin de la Société de l'histoire du protestantisme français, vol. 146, 2000, p. 689‑715.
- « Influences darbystes au Mazet-Saint-Voy dans la deuxième moitié du XIXe siècle », Cahiers de la Haute-Loire, 2003, p. 289‑357.
- Différents articles sur l'écologie[28].
- « Sur l’implantation du “darbysme” en France au XXe siècle », Bulletin de la Société de l'histoire du protestantisme français, vol. 159, 2013, p. 329‑364.

- « 10 notices »  dans le Dictionnaire biographique du mouvement ouvrier dit le Maitron
- « Des figures méconnues du christianisme social sur le Plateau », dans Aziza Gril-Mariotte (dir.), La montagne refuge : accueil et sauvetage des Juifs autour du Chambon-sur-Lignon, Paris, Albin Michel, 2013, p. 49‑62.  (ISBN 978-2-226-24547-2)

- « Le plateau du nord Mézenc, terre d’élection du darbysme français », Cahiers de la Haute-Loire, 2016, p. 211‑261.
- « Approche du comportement électoral dans le massif du Mézenc (1975-2017). L’exception politique du Mazet-Saint-Voy »[29], Cahiers du Mézenc, n° 29, 2017, p. 11‑26 [30].

- « La conférence religieuse du Pont-de-Mars en août 1624 », Cahiers de la Haute-Loire, 2018[31], p. 109‑159.
- « Assemblées darbystes », dans Anne-Laure Zwilling (dir.), Les minorités religieuses en France, un état des lieux, Paris, CNRS, 2018, p. 964‑979 [32],[33].  (ISBN 978-2-227-49485-5)
- « Mazet-Saint-Voy. Commune la plus protestante de France ? », Cahiers du Mézenc, n° 37, 2025, p. 53‑58.

### Internet
- Une autre histoire du Chambon-sur-Lignon 1942-1943.

## Distinctions
- 2013 : Premier prix au concours Géoportail de l'IGN dans la catégorie Services aux citoyens[34].